# Kick Langeweg
Kick Langeweg, właśc. Christiaan Langeweg (ur. 7 marca 1937) – holenderski szachista, mistrz międzynarodowy od 1962 roku.

## Kariera szachowa

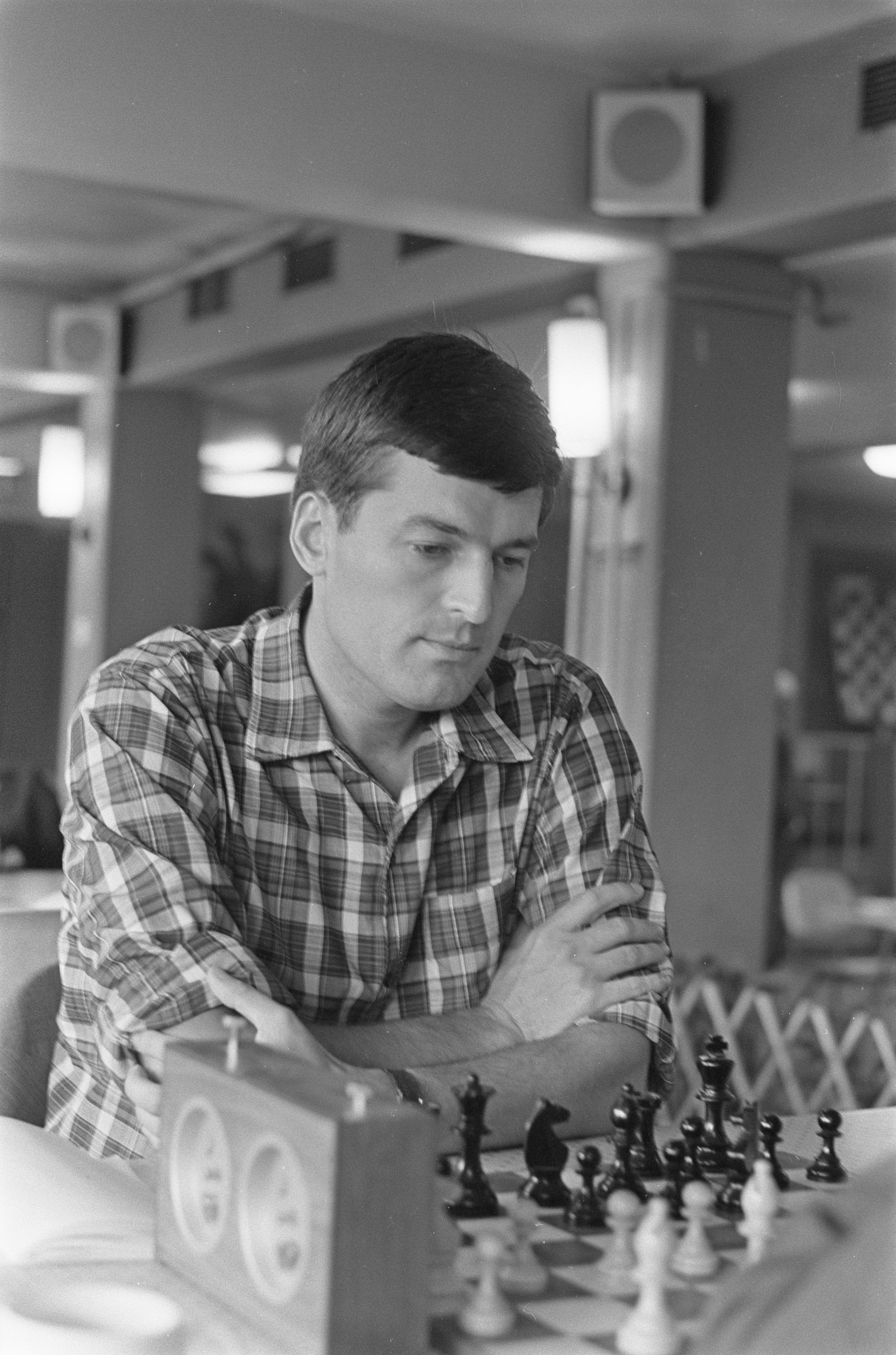
Kick Langeweg, Amsterdam 1967

W latach 60. i 70. należał do czołówki holenderskich szachistów. Pomiędzy 1960 a 1980 rokiem ośmiokrotnie wystąpił na szachowych olimpiadach, zdobywając trzy medale za wyniki indywidualne: złoty (1966, na IV szachownicy), srebrny (1980, na IV szachownicy) i brązowy (1970, na III szachownicy). Poza tym dwukrotnie (1965, 1983) reprezentował narodowe barwy w drużynowych mistrzostwach Europy. Wielokrotnie startował w finałach indywidualnych mistrzostw Holandii, pięciokrotnie zajmując medalowe miejsca: dwukrotnie drugie (1969, 1980) i trzykrotnie trzecie (1970, 1972, 1983).
Najlepsze wyniki w karierze uzyskał w rozgrywanych w Amsterdamie turniejach IBM: I m. w roku 1961, dz. III (za Lajosem Portischem i Aleksandrem Kotowem w 1967, dz. III (za Lubomirem Kavalkiem i Dawidem Bronsteinem) w 1968 oraz dz. II (za Jurajem Nikolacem) w 1977 (turniej B). Poza tym w roku 1984 podzielił II m. (za Kiryłem Georgijewem) w turnieju B festiwalu Hoogovenstoernooi w Wijk aan Zee.
Najwyższy ranking w karierze osiągnął 1 stycznia 1981 r., z wynikiem 2455 punktów zajmował wówczas 6. miejsce wśród holenderskich szachistów.